# Albert Pigasse
Pour les articles homonymes, voir Pigasse (homonymie).
Albert Pigasse, né le 12 octobre 1887 à  Albi dans le Tarn et mort le 28 octobre 1985 à Fontaines-en-Sologne dans le Loir-et-Cher est un éditeur français, le fondateur de la collection Le Masque.

## Biographie
De 1919 à 1925, il est conseiller littéraire aux Éditions Bernard Grasset. Après le refus de Bernard Grasset de créer une collection littéraire de romans d’aventures, il fonde une librairie qui deviendra la Librairie des Champs-Élysées.
Il crée la collection Le Masque en 1927 avec la publication du numéro 1, le roman d’Agatha Christie, Le Meurtre de Roger Ackroyd. Par la suite, il publie de nombreux écrivains britanniques. En 1930, afin de favoriser l’émergence d’écrivains français, il crée le prix du roman d'aventures, prix littéraire dont le jury comporte Pierre Mac Orlan, Joseph Kessel, Maurice Constantin-Weyer, Francis Carco ou encore Pierre Benoit.. Le premier prix est décerné à Pierre Véry.
Après avoir édité, en 1929, 5 numéros d’un magazine au titre homonyme à la collection, Albert Pigasse publie, de 1932 à 1935, le journal Le Club des Masques destiné aux amateurs de romans à énigme. La parution cesse après 38 numéros.
Durant le régime de Vichy, Il reçoit la Francisque.
La parution de la collection cesse de 1942 à la libération. La Série noire fondée en 1945 par Marcel Duhamel concurrence la collection du Masque avec la publication de nombreux romans d’auteurs américains et anglais comportant des scènes plus violentes et teintées d’érotisme. Albert Pigasse s’en tient à sa ligne éditoriale et continue de publier des romans à énigme. L’auteur vedette de la collection est Agatha Christie mais d’autres sont fréquemment publiés comme Stanislas-André Steeman, Boileau-Narcejac et plus tard Charles Exbrayat ou Ruth Rendell.
À côté du Masque, Albert Pigasse crée d’autres collections comme la Série Emeraude consacrée au roman d’action qui paraît de 1938 à 1941, Dossiers secrets, Espionnage, Services secrets et Western. Ces séries connaissent un moindre succès mais font connaître des auteurs qui seront publiés dans la collection principale. 
En 1966, la collection Club des Masques est créée. Cette collection permet de rééditer des titres épuisés du Masque avec une couverture plus moderne et un format plus petit. Le numéro 1 est Un, deux, trois... d’Agatha Christie. Albert Pigasse en confie la direction à Charles Exbrayat. Le Club des Masques s’arrête en 1998 après 647 numéros. La collection Le Masque continue et a atteint en 2012,  2540 numéros.
Entre-temps, Albert Pigasse vend en 1971 à Hachette la Librairie des Champs-Élysées rebaptisé depuis Éditions du Masque.
En 1983, il adopte Jean Stetten-Bernard, dessinateur, illustrateur et résistant, fils que son épouse a eu de son précédent mariage.